# Garafía
Garafía é um município da Espanha na província de Santa Cruz de Tenerife, comunidade autónoma das Canárias. Tem 103 km² de área e em 2021 tinha 1 813 habitantes (densidade: 17,6 hab./km²).

## Demografia
| Variação demográfica do município entre 1991 e 2004 | Variação demográfica do município entre 1991 e 2004 | Variação demográfica do município entre 1991 e 2004 | Variação demográfica do município entre 1991 e 2004 |
| --------------------------------------------------- | --------------------------------------------------- | --------------------------------------------------- | --------------------------------------------------- |
| 1991                                                | 1996                                                | 2001                                                | 2004                                                |
| 2013                                                | 2002                                                | 1795                                                | 1948                                                |